# 육자회담
《육자회담》는 대한민국의 JTBC에 방영된 예능 텔레비전 프로그램이다.

## 기획 의도
고기로 둘째가라면 서러울 6인의 마스터들이 펼치는 육감 미식 토크 버라이어티 프로그램이다.

## 방송 일정
| 방송 채널 | 방송 기간                         | 방송 시간                       | 비고 |
| --------- | --------------------------------- | ------------------------------- | ---- |
| JTBC      | 2020년 8월 27일 ~ 2020년 10월 8일 | 매주 목요일 오후 6시 30분 ~ 8시 |      |

## 출연진
- 이상민
- 정준하
- 돈 스파이크
- 강레오
- 쏘영
- 밥굽남

## 참고 사항
- 다시보기 서비스 미제공 상태이다.